# Olga Pasiecznik
Olga Pasiecznik (ukr. Ольга Ігорівна Плиска-Пасічник, ur. 3 marca 1968 w Równem) – polska śpiewaczka operowa (sopran) pochodzenia ukraińskiego, mieszkająca na stałe w Polsce. Używa również nazwiska w transkrypcji na angielski: Olga albo Olha Pasichnyk nie tylko za granicą, lecz także w Polsce. Córka Ihora Pasicznyka i Jadwigi (z d. Antonowicz). Jej ojciec jest pierwszym rektorem Uniwersytetu Państwowego „Akademia Ostrogska”. Jej mężem jest Jurij Pliska, adiunkt Szkoły Głównej Gospodarstwa Wiejskiego w Warszawie.

## Życiorys
Po studiach w Instytucie Pedagogicznym w Równem ze specjalnością muzyczno-pedagogiczną, kontynuowała studia w Akademii Muzycznej im. Fryderyka Chopina w Warszawie i w Konserwatorium Kijowskim (1996) ze specjalnością śpiewu operowego.
Zdobyła międzynarodowe uznanie po wygraniu II nagrody w kategorii oratoryjnej na Międzynarodowym Konkursie Wokalnym w ’s-Hertogenbosch (1994). Zdobyła również II nagrodę na Mirjam Helin International Singing Competition w Helsinkach (1999), III nagrodę oraz nagrodę specjalną w kategorii muzyki oratoryjnej i nagrodę publiczności na Międzynarodowym Konkursie Muzycznym im. Królowej Elżbiety Belgijskiej (2000). Została wyróżniona także w Polsce – Paszportem tygodnika „Polityka” (1997), nagrodami polskiego przemysłu fonograficznego Fryderyk za najlepsze nagrania solowe w 1997 i 2004 roku (Pieśni kurpiowskie Karola Szymanowskiego i Chantefleurs et Chantefables Lutosławskiego), nagrodą Orfeusz festiwalu „Warszawska Jesień” (1999), Złotym Krzyżem Zasługi (2001) oraz Nagrodą im. Andrzeja Hiolskiego (2004) za najlepszą kobiecą rolę operową (Melizanda w operze Debussy’ego – Peleas i Melizanda, Teatr Wielki – Opera Narodowa). W 2005 i 2010 roku została nominowana przez międzynarodowy magazyn operowy Opernwelt do tytułu „Najlepsza śpiewaczka sezonu artystycznego” za rolę Almireny (Händel – Rinaldo) i Roxany (Szymanowski – Krol Roger). W 2006 roku artystka otrzymała także nagrodę monachijskiego festiwalu Opernfestspiele, w 2007 – nagrodę im. Cypriana Kamila Norwida. W 2012 odznaczona Krzyżem Oficerskim Orderu Zasługi Rzeczypospolitej Polskiej. W 2023 r. otrzymała Złoty Medal „Zasłużony Kulturze Gloria Artis”
Jest etatową artystką Polskiej Opery Królewskiej. Ma na swoim koncie ponad 40 partii m.in. w operach Monteverdiego, Glucka, Händla, Mozarta, Webera, Bizeta, Rossiniego, Verdiego, Pucciniego, Debussy’ego, Czajkowskiego, Szymanowskiego oraz kompozytorów współczesnych.
Występuje także w repertuarze kameralnym oraz w recitalach m.in. z rosyjskimi i ukraińskimi pieśniami, zwykle wraz ze swoją siostrą Natalią (fortepian). Śpiewała m.in. w Opéra Bastille, Théâtre des Champs-Élysées, Théâtre du Châtelet, Salle Pleyel (Paryż), Concertgebouw (Amsterdam), Palais des Beaux-Arts, Théâtre Royal de la Monnaie (Bruksela), Konzerthaus (Berlin), Auditorio Nacional de Música, Teatro Real (Madrid), Bayerische Staatsoper (Monachium), Theater an der Wien, Opera Flamandzka (Antwerpia), Grand Théâtre de Genève, Opery Narodowe w Warszawie i Helsinkach.
Współpracowała z licznymi orkiestrami i instytucjami polskimi (m.in. z Filharmonią Narodową, Sinfonią Varsovią, Narodową Orkiestrą Symfoniczną Polskiego Radia) i zagranicznymi (m.in. Narodową Orkiestrą Symfoniczną Belgii, Narodową Filharmoniczną Orkiestrą Rosji, zespołem Concerto Köln, The English Concert, European Union Baroque Orchestra oraz Orchestre National de France). Współpracowała też z licznymi dyrygentami, m.in. Fransem Brüggenem, René Jacobsem, Heinzem Holligerem, Philippe Herrewegheem, Kazimierzem Kordem, Jerzym Maksymiukiem, Marc Minkowskim, Johnem Nelsonem, Andrew Parrottem, Krzysztofem Pendereckim, Trevorem Pinnockiem oraz Antonim Witem.
Jej technika śpiewu pozwala na wykonywanie szerokiego repertuaru z różnych epok, od późnego renesansu przez barok, klasykę, romantyzm, aż po współczesność (m.in. wykonywała utwory pisane specjalnie dla niej przez Krzysztofa Knittla, wiceprzewodniczącego Związku Kompozytorów Polskich).
Prowadziła klasę mistrzowską śpiewu podczas Międzynarodowej Letniej Akademii Muzyki Dawnej w Wilanowie oraz kursy interpretacyjne dla studentów Akademii muzycznych w kraju.
20 kwietnia 2013 odbyła się w Teatrze Wielkim w Warszawie prapremiera dwuaktowej opery Pawła Szymańskiego Qudsja Zaher. Opera została skomponowana z myślą o Oldze Pasiecznik, która została wykonawczynią partii tytułowej.
Ma w swoim dorobku fonograficznym ponad 50 CD i DVD, które nagrała m.in. dla firm Dabringhaus und Grimm, Harmonia Mundi, Naxos i Opus 111.